# Леденёв, Николай Павлович
Николай Павлович Леденёв (10 октября 1923 — 2 февраля 1945) — снайпер 1077-го стрелкового полка (316-я стрелковая дивизия, 38-я армия, 1-й Украинский фронт) красноармеец, участник Великой Отечественной войны, кавалер ордена Славы трёх степеней.

## Биография
Родился 10 октября 1923 года в селе Козьмодемьянское, (ныне Козьмодемьяновка Тамбовский район (Тамбовская область) Тамбовской области России) в семье крестьянина. Русский. Образование начальное.
В январе 1942 года был призван в Красную армию Тамбовским горвоенкоматом. В действующей армии с августа 1942 года, на Закавказском и Северо-Кавказском фронте. 15 мая 1943 года ранен. К осени 1943 года сражался в 1077-м стрелковом полку 316-й стрелковой дивизии, был снайпером.
В ноябре 1943 года получил первую боевую награду - медаль «За отвагу». Награждён за то, что в сентябре в бою за станицу Курчанская (Темрюкский район Краснодарского края) снайперским огнём уничтожил 9 гитлеровцев.
В ноябре 1943 года дивизия срочно была переброшена на 1-й Украинский фронт. С декабря 1943 года вместе с другими частями фронта участвовала в освобождении Правобережной Украины. В этих боях снайпер Леденёв заслужил три боевых ордена.
С 26 декабря 1943 по 10 января 1944 года в наступательных боях за населённые пункты Малая Рача, Почта Рудня, Чудное и Браца (Чудновский район Житомирской области, Украина) красноармеец Леденёв огнём из снайперской винтовки уничтожил 15 солдат и офицеров противника.
Приказом по частям 316-й стрелковой дивизии от 25 января 1944 года (№ 5/н) красноармеец Леденёв Николай Павлович награждён орденом Славы 3-й степени.
6-23 марта 1944 года в боях за населённые пункты Шпиченцы, Свична, Антоновка (северо-восточнее станции Синява) и город Летичев (Хмельницкой области, Украина) красноармеец Леденёв лично истребил 2 вражеских пулемётчиков и 13 автоматчиков.
Приказом по войскам 1-й гвардейской армии от 28 мая 1944 года (№32/н) красноармеец Леденёв Николай Павлович награждён орденом Славы 2-й степени.
14-17 июля 1944 года во время наступательных боёв юго-западнее села Даниловце (Зборовский район Тернопольской области) и последующих операциях красноармеец Леденёв огнём из снайперской винтовки уничтожил 13 вражеских солдат и 2 унтер-офицеров.
В бою 2 августа 1944 года был тяжело ранен, третий раз за войну, и эвакуирован в госпиталь. К этому времени на личном снайперском счёте имел 78 вражеских солдат и офицеров. Был представлен к награждению орденом Славы 1-й степени.
После госпиталя в свою часть не вернулся.
В начале 1945 года воевал в составе 551-го армейского истребительно-противотанкового артиллерийского полка, был номером орудийного расчёта.
2 февраля 1945 года погиб в бою в Восточной Пруссии.
Был похоронен на месте боя у хутора Бергау в районе (хутор ныне не существует, посёлок - Цветково, Гурьевского городского округа Калининградской области). После войны перезахоронен, ближайшая существующая официальная братская могила (место наиболее вероятного перезахоронения) - на въезде в посёлок Цветково ( имя там увековечено в 2020 году).
Указом Президиума Верховного Совета СССР от 24 марта 1945 года красноармеец Леденёв Николай Павлович награждён орденом Славы 1-й степени. Стал полным кавалером ордена Славы.
Награждён орденами Славы 1-й (24.03.1945), 2-й (28.05.1944) и 3-й (25.01.1944) степеней, медалью «За отвагу» (01.11.1943).

## Награды
- орден Славы I степени(24.03.1945)[3]
- орден Славы II степени(28.05.1944)[4]
- орден Славы III степени (25.01.1944)[5]
  - медали, в том числе:
  - «За отвагу» (01.11.1943)[6]